# Cosa succederà alla ragazza
Sedmnácté Battistiho album Cosa succederà alla ragazza se v roce 1992 v Itálii stalo po dobu jednoho týdne 8. nejprodávanějším albem a 57. nejprodávanějším v celém roce 1992. Je předposledním z pěti alb, které vytvořil s básníkem Pasqualem Panellou. Užívá se i zkrácené označení C.S.A.R., které je i na obalu. Aranžmá skladeb je techno. Bylo nahráno v Londýně.

## Seznam skladeb
1. Cosa succederà alla ragazza 5:00
2. Tutte le pompe 4:48
3. Ecco i negozi 5:03
4. La metro eccetera 4:14
5. I sacchi della posta 5:35
6. Però il rinoceronte 5:51
7. Così gli dei sarebbero 4:53
8. Cosa farà di nuovo 4:56

## Skupina
- bicí: Andy Duncan
- kytara: Spike Edney
- kláves: Lyndon Connah